# Octávio Pinto
Octávio Pinto, född 3 november 1890 i São Paulo, död 31 oktober 1950 i São Paulo, var en brasiliansk arkitekt och kompositör.

## Biografi
Pinto var en framgångsrik brasiliansk arkitekt som också spelande piano och komponerade klassisk pianomusik. Han studerade piano för Isidor Phillip. År 1922 gifte han sig med pianisten Guiomar Novaes, för vilken han komponerade många pianostycken.
Pintos mest spelade verk är Scenas Infantis (barndomsminnen), en pianosvit bestående av fem korta stycken: Corre corre (spring spring), Roda roda (runt runt), Marcha soldadhino (marschera lille soldat), Dorme, nene (sov lille vän) och Salta, salta (hoppa hoppa). Ursprungligen komponerades den för piano men han skrev senare också en version för två pianon och fyra händer.

## Valda Verk[2]
- Scenas Infantis (barndomsminnen), pianosvit, 1932
- Fiesta de Criancas (barnfestival), pianosvit, 1939
- Marcha do Pequeno Polegar (Tummelitens marsch), för piano, 1941
- Improviso, för piano, 1942
- Dança Negreira, för piano, 1945
- Você (du), för sång och piano
- Prece (bön), för sång och piano
- Presente de Natale (julklapp), för sång och piano
- Cantiga praiana (strandsång) och Primavera (vår), för sång och piano, till texter av Vicente de Carvalho